# Estación Isthilart
Isthilart es una estación de ferrocarril ubicada dentro del territorio jurisdiccional de la junta de gobierno de Colonia San Justo en el departamento Concordia, provincia de Entre Ríos, República Argentina. 
Al inaugurarse el 23 de marzo de 1874 el tramo Concordia-Federación del Ferrocarril Argentino del Este la estación se llamó Gualeguaycito, hasta que en 1922 fue designada Isthilart. Estaba ubicada en el departamento Federación al norte del arroyo Gualeguaycito (31°9′58″S 57°58′22″O / -31.16611, -57.97278).

## Servicios
Pertenece al Ferrocarril General Urquiza, en el ramal que une las estaciones de Federico Lacroze, en la Ciudad Autónoma de Buenos Aires y Posadas, en la Provincia de Misiones.
No presta servicios de pasajeros. Por sus vías corren trenes de carga de la empresa estatal Trenes Argentinos Cargas.

## Ubicación
Se encuentra ubicada entre las estaciones La Criolla y Federación. Durante la construcción de la Represa de Salto Grande el embalse de la misma sumergió parte de la línea Lacroze-Posadas y la Estación Isthilart, por lo que el ramal fue trasladado hacia el oeste coincidiendo con el ramal Paraná-Concordia entre esta última ciudad y La Criolla. Desde un punto situado inmediatamente al norte de la Estación La Criolla ambos ramales se separan. La Estación Isthilart quedó sumergida por el embalse y fue construida una nueva con el mismo nombre sobre el nuevo ramal a 14,5 km en línea recta al noroeste.